# Jardin botanique de la Charme

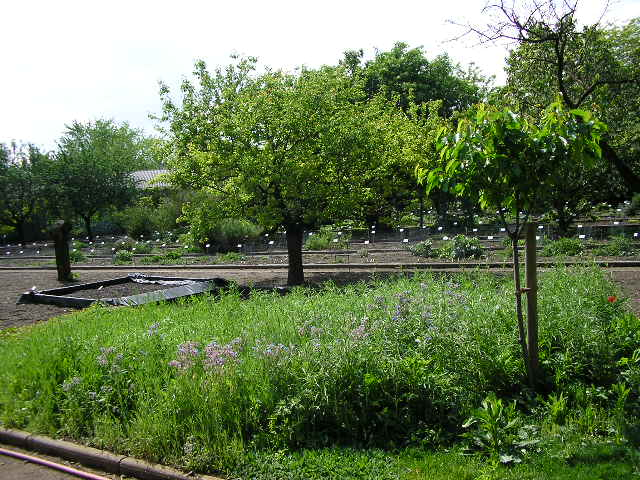
Jardin botanique de la Charme

Jardin botanique de la Charme – ogród botaniczny położony we francuskim mieście Clermont-Ferrand. Ogród otwarty jest przez cały rok w dni robocze, a w cieplejszych miesiącach także w weekendy. Wstęp bezpłatny.
Pierwszy ogród botaniczny na terenie miasta został założony w 1781 roku przez Abbé Antoine Delarbre. W przeszłości ogród kilkakrotnie zmieniał położenie w obrębie miasta, obecnie usytuowany jest przy rue de la Charme 10.
Ogród botaniczny, który w obecnej formie istnieje do dziś, został założony w 1974 roku. Obecnie w ogrodzie rośnie ponad 2600 gatunków roślin podzielonych na kilkanaście sekcji o różnej kompozycji. Największa jest kolekcja systematyczna z 1600 gatunkami, zgrupowanymi według kryterium systematycznego. Poza tym jest tu kolekcja drzew i krzewów ozdobnych, roślin owocowych i leczniczych, roślin bagiennych, jest cienisty ogród z paprociami oraz szklarnie.